# La danĝera lingvo
La danĝera lingvo (kiejtése: La dandzsera lingvo, magyarul: A veszélyes nyelv) egy történelmi tanulmány az eszperantó elleni üldöztetésekról, amelyeket eredetiben eszperantó nyelven írt Ulrich Lins német történész és japánologus eszperantista 1988-ban, a könyvet többször is kiadták, legutóbb 2016-ban. Az eszperantó történetében az akadályozások, rágalmak és elnyomás mellett tiltások és üldözések is történtek. A könyv az eszperantó mozgalom elleni üldözésekkel foglalkozik, különösen a náci Németországban és a sztálini Szovjetunióban, de 32 oldalt szentelnek a Kelet-ázsiai üldözéseknek is: Kínában, Japánban, Koreában és Tajvanon.

## Tartalom
A könyv leírja a cenzúrával kapcsolatos problémákat, amelyekkel L. L. Zamenhofnak szembe kellett néznie már a műve megjelenése előtt, és minden rezsim gyanúját, miszerint az eszperantó az ellenségeik (munkások, kommunisták, pacifisták, kozmopoliták, polgárok) nyelve.
Az 1920-as évek elején még a Nemzetek Szövetsége is támogatta az eszperantót. Néhány francia politikus, főleg akik azt akarták elérni, hogy nyelvük maradjon a diplomácia fő kommunikációs eszköze, ellenezték az eszperantót.
A hitleri Németországban ("a zsidók és a kommunisták nyelve") volt, különösen a sztálini Szovjetunióban és a második világháború utáni üldözéseket részletesebben ismerteti a könyv.
Az eszperantót sok ország kormánya "veszélyes nyelvnek" tartotta. A cári Oroszországban már 1895-ben betiltották a La Esperantisto folyóirat megjelenését. 1922-ben betiltották az eszperantó tanítását a francia iskolákban. 1936-ban az eszperantót teljesen betiltották Németországban és Portugáliában.
A növekvő sztálini nyomás hatására az eszperantó mozgalom erősen korlátozott volt. 1937-ben gyors ütemben sok eszperantistát tartóztattak le, lőttek le vagy küldtek börtönökbe. Az eszperantót betiltották, azzal az indokkal, hogy a polgári kapitalizmus és a kozmopolitizmus terméke.
1938-tól az eszperantót minden Németország által elfoglalt régióban betiltották. Az üldözés és a tilalmak miatt az eszperantó mozgalom erősen meggyengült, és a nemzetközi eszperantó nyelv fejlődése megállt. Az 1945-ös háború után a mozgalom stagnált. A sztálini befolyás következtében az eszperantót 1949-től betiltották a Kelet-német NDK-ban is. 1950-ben Magyarország és 1952-től Csehszlovákia is betiltotta a nyelv tanítását.

### 1955 után
Sztálin 1955-ös halála után az eszperantó mozgalom visszatért Lengyelországba, Bulgáriába, Magyarországra, Csehszlovákiába és a Szovjetunióba. 1965-től az NDK -ba is, ahol kulturális szakkörökben lehetett fejleszteni az eszperantó nyelvtudást. Azonban Vladmimir Samodaj: Eszperantó és élet c. könyve az Eszperantó-Helsinki blogon arról számol be:

„A Szovjetunióban az állami hatóságok megértették, hogy az eszperantisták ártalmatlanok, de ugyanakkor - határozott politikai vezetés nélkül - könnyen befolyásolhatók idegen elképzelésekkel. Egy ilyen helyzetben való fellépés veszélyes lehet. Éppen ezért az eszperantisták valami ernyőszervezetet kerestek, és végül sikerült is csatlakozniuk SSOD-hoz. Az SSOD eszperantisták elnöknek olyan személyt választottak, aki nem is beszélte a nyelvet és a titkára, szabotálta a mozgalmat.”

## Fordítás
- Ez a szócikk részben vagy egészben  a   La danĝera lingvo című eszperantó Wikipédia-szócikk ezen változatának fordításán alapul.  Az eredeti cikk szerkesztőit annak laptörténete sorolja fel. Ez a jelzés csupán a megfogalmazás eredetét és a szerzői jogokat jelzi, nem szolgál a cikkben szereplő információk forrásmegjelöléseként.